# Championnats d'Europe de cyclisme sur route 2011
Navigation
Édition précédente Édition suivante
Les Championnats d'Europe de cyclisme sur route 2011 se sont déroulés du 15 au 17 juillet 2011, à Offida en Italie.

## Compétitions
| Jeudi 14 juillet - 11:00 Femmes - moins de 23 ans, 25 km - 14:00 Hommes - Juniors, 25 km Vendredi 15 juillet - 11:00 Femmes - Juniors, 15,1 km - 14:00 Hommes - moins de 23 ans, 25 km | Samedi 16 juillet - 09:00 Femmes - moins de 23 ans, 124,2 km - 14:00 Hommes - Juniors, 124,2 km Dimanche 17 juillet - 09:00 Femmes - Juniors, 69 km - 13:00 Hommes - moins de 23 ans, 179,4 km |

## Résultats
| Compétitions             | Or                              | Temps           | Argent                       | Temps        | Bronze                            | Temps        |
| Hommes - moins de 23 ans |                                 |                 |                              |              |                                   |              |
| Course en ligne          | Julian Kern Allemagne           | 4 h 43 min 08 s | Siarhei Novikau Biélorussie  | m.t          | Kanstantin Klimiankou Biélorussie | m.t          |
| Contre-la-montre         | Yoann Paillot France            | 33 min 29 s     | Bob Jungels Luxembourg       | + 9 s        | Vegard Stake Laengen Norvège      | + 11 s       |
| Hommes - Juniors         |                                 |                 |                              |              |                                   |              |
| Course en ligne          | Pierre-Henri Lecuisinier France | 3 h 07 min 16 s | Olivier Le Gac France        | + 21 s       | Loïc Vliegen Belgique             | + 24 s       |
| Contre-la-montre         | Alberto Bettiol Italie          | 35 min 24 s     | Alexis Gougeard France       | + 2 s        | Alexey Rybalkin Russie            | + 9 s        |
| Femmes - moins de 23 ans |                                 |                 |                              |              |                                   |              |
| Course en ligne          | Larisa Pankova Russie           | 3 h 29 min 38 s | Alena Amialiusik Biélorussie | m.t          | Lucinda Brand Pays-Bas            | m.t          |
| Contre-la-montre         | Mélodie Lesueur France          | 39 min 15 s     | Larisa Pankova Russie        | + 38 s       | Katazina Sosna Lituanie           | + 50 s       |
| Femmes - Juniors         |                                 |                 |                              |              |                                   |              |
| Course en ligne          | Rossella Ratto Italie           | 2 h 11 min 13 s | Jessy Druyts Belgique        | + 4 min 31 s | Chiara Vannucci Italie            | + 4 min 33 s |
| Contre-la-montre         | Rossella Ratto Italie           | 21 min 45 s     | Mathilde Favre France        | + 11 s       | Svetlana Kashirina Russie         | + 15 s       |

## Tableau des médailles
| Rang  | Nation      | Or | Argent | Bronze | Total |
| ----- | ----------- | -- | ------ | ------ | ----- |
| 1     | France      | 3  | 3      | 0      | 6     |
| 2     | Italie      | 3  | 0      | 1      | 4     |
| 3     | Russie      | 1  | 1      | 2      | 4     |
| 4     | Allemagne   | 1  | 0      | 0      | 1     |
| 5     | Biélorussie | 0  | 2      | 1      | 3     |
| 6     | Belgique    | 0  | 1      | 1      | 1     |
| 7     | Luxembourg  | 0  | 1      | 0      | 1     |
| 8     | Lituanie    | 0  | 0      | 1      | 1     |
| 8     | Norvège     | 0  | 0      | 1      | 1     |
| 8     | Pays-Bas    | 0  | 0      | 1      | 1     |
| Total | Total       | 8  | 8      | 8      | 24    |